# Franks Feestje
Franks Feestje (voorheen Frank ♥ en Frank) was een radioprogramma van NPO 3FM, gepresenteerd door Frank van der Lende. Het laatste uitzendtijdstip was van vrijdag tot en met zondag van 7 en 10 uur 's avonds. 

## Geschiedenis
Het programma volgde in juni 2015 de Coen en Sander Show op in de middag. In de eerste show sprong Van der Lende uit een vliegtuig tijdens de nummers Lean On (DJ Snake en Major Lazer) en Feel Like Flying (van Racoon). Tot en met 11 november 2016 werd het programma ook op vrijdag uitgezonden. Vanaf de week van 14 november 2016 presenteert Frank op vrijdag tussen 16.00 en 19.00 uur samen met Sander Hoogendoorn het programma Sander en Frank. 
Per 2 september 2017 ging een nieuwe programmering in, waardoor Frank zijn plek in de weekprogrammering verloor. Zijn programma was daarna te beluisteren op vrijdag t/m zondag tussen 19:00 en 22:00 uur. Zijn duoprogramma met Hoogendoorn kwam te vervallen.

## Stoppen
In de nieuwe programmering van NPO 3FM krijgt Frank weer een plekje in de nieuwe dagprogrammering. Hij gaat ‘s avonds een programma maken onder de bekende naam De Bende van Van Der Lende. In de maand die daarop volgt blijft de vrijdageditie doorgaan onder de naam Franks Feestje. De zaterdag- en zondaguitzending worden tijdelijk overgenomen door Luc Sarneel. In de nieuwe programmering, die op 15 oktober 2018 ingaat, wordt zijn zendtijd overgenomen door Rob Janssen (op vrijdag) en Vera Siemons op zaterdag en zondag. 
Huidige programma's: Domien (NPO 3FM) · Eva (NPO 3FM) · Eva en Giel (NPO 3FM) · Franks feestje (NPO 3FM) · Harm dB (NPO 3FM) · Nachtbrakers (NPO Radio 1)  · De Overnachting (NPO Radio 1) · Sanderdome (NPO 3FM) · Slapen is voor Losers! (NPO 3FM) · Start (NPO Radio 1) · That's Live (NPO 3FM) · Thijs (NPO 3FM) · De Weekendshow (NPO Radio 2) · De Wereld van BNN (NPO Radio 1)
Voormalige programma's: @Work · Alle 40 goed! · BNN Today · Coen en Sander Show · Club Ajouad · CroisSanderShow · Dit is Domien · Het Huis Van De Heer · Live vanuit Klazienaveen · Klaarwakker Kristel · Muijs In Het Huis · Open Radio met Timur en Rámon · Het Platenpaleis · Rámon, met een streepje op de A · ruuddewild.nl · Sanderdaynight · Tiësto's Club Life · Timur · Vrij · Wout! · Zoëyzo
21 Jaar TROS Pop · 3FM BPM: MinistryOfBeats · 3FM Weekend Request · 3voor12Radio · AdreneLine · Altijd de eerste · ...And all that jazz · Andres · Angelique · Angeliques Afternoon · Annemieke Hier · Annemieke Plays · Anoûl · Arbeidsvitaminen · De Avondspits · De avonturen van Mark · Barend · Barend & Benner · Barend en Wijnand · De Bende van Van der Lende · De Boem Boem Disco Show · The Breakfast Club · Claudia d'r op · Club Carter · Curry en Van Inkel · De Dansbar · Dansen met Delsing · Dit is Domien · Domien, Jouw Ochtendshow · ... & dit is Claudia · Ekstra Weekend · Eva · Eva en Giel · Evers staat op · Frank & Eva: Welkom bij de club! · Franks feestje · GIEL · Harm dB · Hein · Herman · Het Betere Werk · Hier! · Jamie · Jan-Paul · Jasper · Joost · Jorien · Kaat tot Laat · Kevin · Lang leve het weekend! · LEX · Lieke · Markplaats · Mark + Rámon · Mega Top 30 · Michiel · Obi · De ochtenddienst · Olivier · De Orde van de Nacht · Parels van de nacht · Partij voor de Vrijdag · (P)laatwerk · RabRadio · Radio op 'n broodje · Rob · Rob & Wijnand en de Ochtendshow · Sanderdome · Sanders Vriendenteam · Saskia en Olivier · Slapen is voor Losers! · Slapen kan altijd nog · De Steen en Been Show · Studio Saskia · Superrradio · Tannaz · Thijs · Timur op 3FM · Vera on Track · Vier Sas! · Vrij · Weekend Wijnand · Wijnand · @Work · Xnoizz